# معركة عتمة
معركة ذمار هي هجمات واشتباكات بدأت في 11 أغسطس من مديرية عتمة في محافظة ذمار جنوب العاصمة صنعاء، يشنها مسلحون من أفراد ما يعرف ب«مقاومة آزال» لاستعادة السيطرة على المحافظة التي سيطر عليها الحوثيون والجيش المؤيد لعلي عبد الله صالح.
وأندلعت الاشتباكات في 11 أغسطس 2015 في مديرية عتمة، التي تحدها من الجنوب محافظة إب التي سيطر عليها الجيش الموالي للحكومة الشرعية والجيش المؤيد للرئيس عبد ربه منصور هادي.

## خلفية
تُعتبر ذمار من أهم طرق إمدادات الحوثيين إلى جنوب وشرق اليمن.